# Peter Aluma
Peter Olufemi Aluma, né le 23 avril 1973 à Lagos au Nigeria et mort le 2 février 2020, est un joueur nigérian de basket-ball. Il évolue durant sa carrière au poste de pivot.

## Carrière
Après ses études secondaires à l'Okota Grammar School à Isolo au Nigeria, le centre de 2,08 mètres est devenu une star à la Liberty University en Virginie aux États-Unis.
Il est le meilleur marqueur du tournoi de la conférence Big South en 1996, le meilleur bloqueur de tirs avec 3,9 bpg en 1996 également et en 1997 avec 3,0 bpg.
Il a fait partie de l'équipe type du tournoi de conférence Big South en 1996 et 1997 (de la deuxième équipe en 1995).
Il a été nommé dans l'équipe recrue de la conférence en 1994.
Il a été nommé MVP du tournoi Big South en 1994 et 1997 et trois fois nommé pour la meilleure sélection du tournoi de tous les temps.
Il a été nommé dans l'équipe type toutes régions par la National Association of Basketball Coaches (NABC) en 1997.
Aluma a également été honoré en tant que membre de l'équipe type de tous les États par le Richmond Times-Dispatch et le Virginia Sports Information Directors (VaSID) en 1996 et 1997. En 1996, il a été sélectionné pour l'équipe type de tous les États par le Richmond Times-Dispatch.
En avril 1997, il a été invité à participer au tournoi d'invitation de Portsmouth. Le PIT invite 64 des meilleurs joueurs de basket-ball universitaires supérieurs du pays à participer. Il s'agit d'un tournoi de quatre jours et de douze matchs. Chaque équipe NBA envoie des éclaireurs à ce tournoi. Il n'a pas été invité à assister aux camps d'avant-projet de la NBA à Phoenix ou à Chicago. Le 25 juin 1997, il n'a pas été pris dans le repêchage de la NBA de 1997.
Peter Aluma a brièvement joué en NBA pour les Kings de Sacramento pendant la saison 1998-1999, saison abrégée par un mouvement social. Il n'est pas retenu dans l'effectif après le 19 février 1999 et quitte l'équipe. Pendant la pré-saison 1999-2000, il signe chez les Phoenix Suns, mais est libéré le 16 octobre 1999.
Il est invité à se joindre à l'équipe de la ligue d'été des New York Knicks en 2000. Il est libéré le 21 juillet 2000.
En 1998, il joue professionnellement au Venezuela pour Toros de Aragua. Il a également joué pour le Nigeria au Championnat du monde FIBA 1998. Vers le 25 février 1999, il est recruté par la Connecticut Pride de la Continental Basketball Association (CBA). En 1999, il a joué en Biélorussie pour le Gomel Wildcats Sozh. En 2001, il a joué avec les Harlem Globetrotters.
Peter Aluma est décédé le 2 février 2020 à l'âge de 46 ans.